# Хьюэр, Митч
Ми́тчелл Скотт «Митч» Хью́эр (англ. Mitchell Scott "Mitch" Hewer; род. 1 июля 1989, Бристоль, Англия) — английский актёр, наиболее известный по роли Макси Оливера, открытого гея, в подростковой драме «Молокососы». В конце второго сезона «Молокососов» его персонаж окончил свою сюжетную линию и был выведен из сериала, как и остальные персонажи главных ролей первого поколения.

## Биография
Митч обучался в South West Academy of Dramatic Arts (SWADA) в Бристоле, и, впервые появился в музыкальном видео The Club Лизы Морган.

## Карьера
В 2007 году Хьюэр получил роль Макси, персонажа-гомосексуала в драме «Молокососы». В 2008 году, при смене сюжетной линии сериала, его персонаж был исключен из дальнейшего сценария, вместе с остальными персонажами первого-второго сезонов.
В марте и октябре 2007 года Митчелл появлялся на обложке гей-журнала Attitude. Также, в 2008 году, он появлялся обнаженным в журнале Cosmopolitan в поддержку людей, страдающих раком яичек. Помимо этого, он принимал участие в других модельных фотосессиях.
Хьюэр снимался в закрытой музыкальной драме «Высшая школа „Британниа“», в роли Дэнни Миллера, но шоу было отменено после первого сезона из-за плохих оценок. Он также принял участие в популярном шоу ITV2 The Xtra Factor в качестве гостя.
В недавнем интервью Хьюэр выразил заинтересованность в переезде в Голливуд в поисках дальнейших актёрских возможностей.
В декабре 2009 года Хьюэр появился в мюзикле Never Forget, основанном на песнях группы Take That, в котором он сыграл стриптизера Грязного Гарри.

## Фильмография
| Год       |     | Русское название         | Оригинальное название | Роль           |
| --------- | --- | ------------------------ | --------------------- | -------------- |
| 2007      | кор | —                        | Skins: Secret Party   | Макси Оливер   |
| 2007—2008 | с   | Молокососы               | Skins                 | Макси Оливер   |
| 2008      | с   | Высшая школа «Британниа» | Britannia High        | Дэнни / Джез   |
| 2014      | ф   | Плохое поведение         | Behaving Badly        | Стивен Стивенс |
| 2015      | ф   | Ночной огонёк            | Nightlight            | Бен            |
| 2017      | с   | Катастрофа               | Casualty              | Мики Эллиссон  |